# Ikarus 246
Az Ikarus 246 az Ikarus Karosszéria- és Járműgyár által kifejlesztett szóló autóbusz, melyet Kína és Kazahsztán részére fejlesztettek ki, de végül csak egyetlen egy darab készült el belőle.

## Története
Az 1996-ban elkészült prototípus DUD-688 rendszámmal Pécsre került, ahol 2007-ben a KAZ-449 rendszámot kapta. 2015. július 3-án a Tüke Busz Zrt. törölte állományából. Megőrzésére irányuló törekvések voltak, egyelőre próbarendszámmal várja sorsát.